# Lijst van Chinese uitvindingen

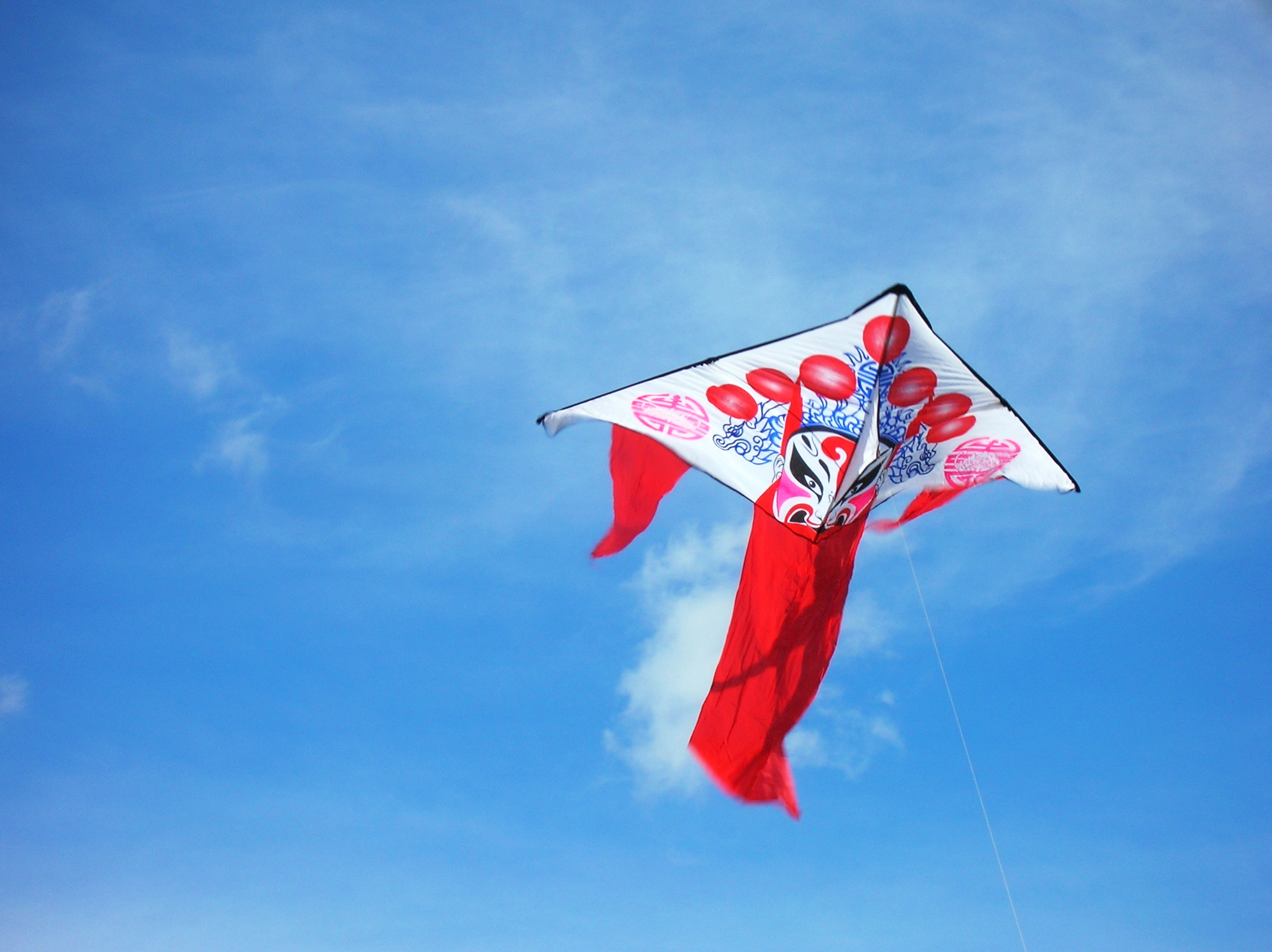
Chinese vlieger in 2006

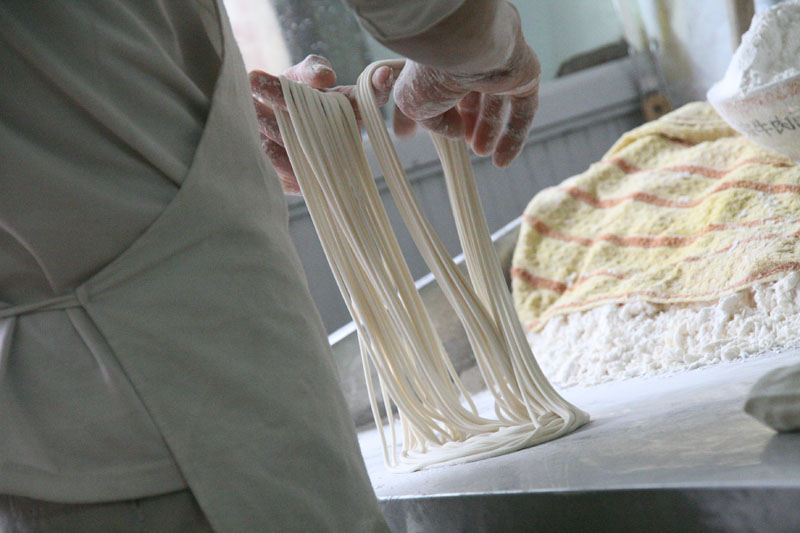
Lamian noedels, die lijken op de meer dan 4000 jaar oude gierstnoedels die in 2002 te Lajia, Prefectuur Haidong, Qinghai, gevonden zijn. Foto 2007

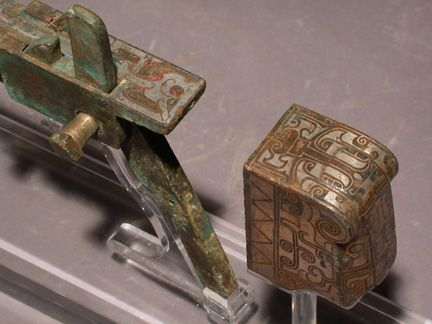
Een bronzen Chinese kruisboog met trekkermechanisme (de houten onderdelen zijn verteerd). Kolfplaat ingelegd met zilver. Periode van de Strijdende Staten (403–221 v.Chr.) of vroege Han-dynastie (202 v.Chr. - 8 n.Chr.)

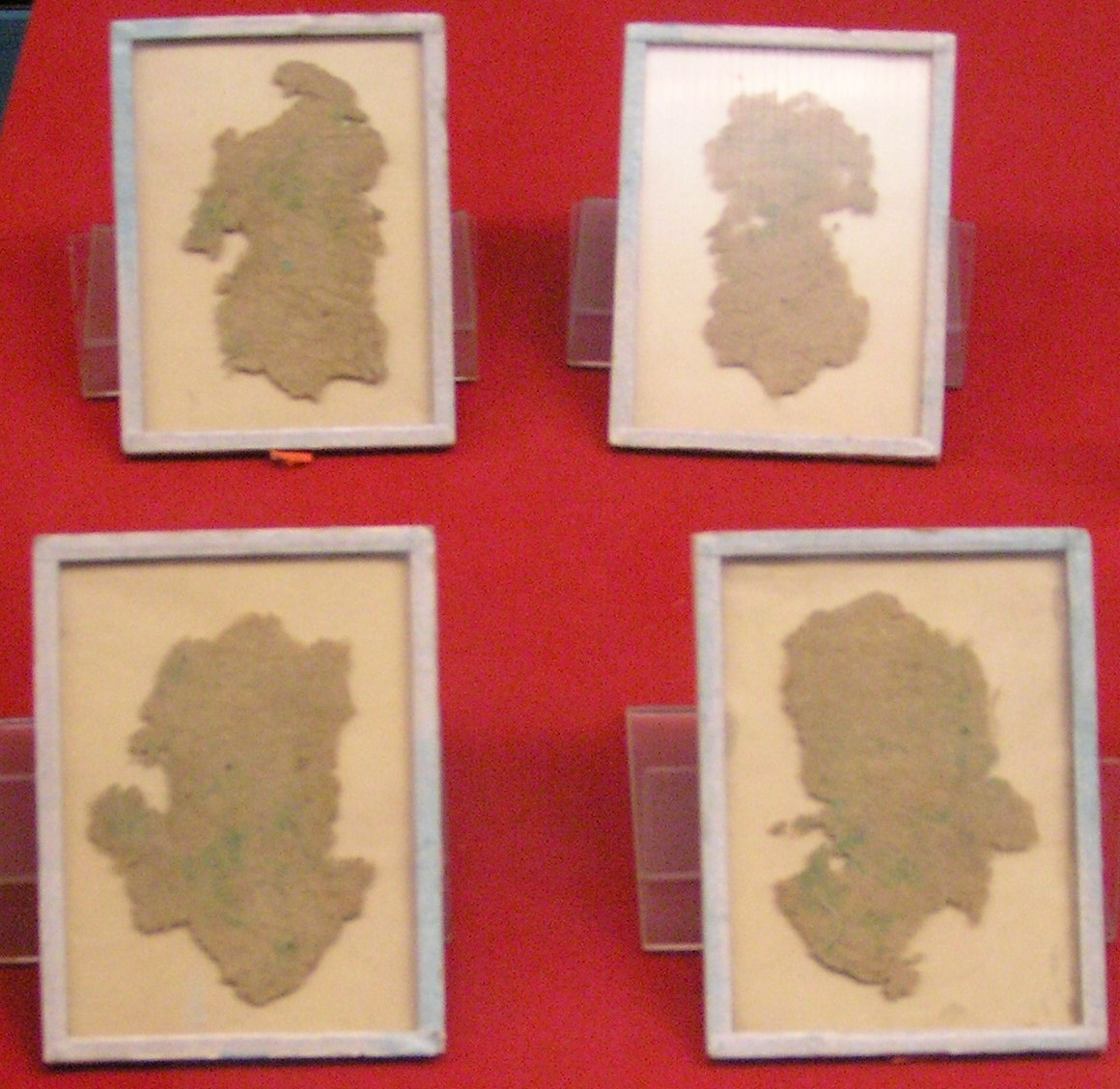
Stukken hennep pakpapier uit de tijd van Keizer Wu van de Han-dynastie (141–87 v.Chr.)

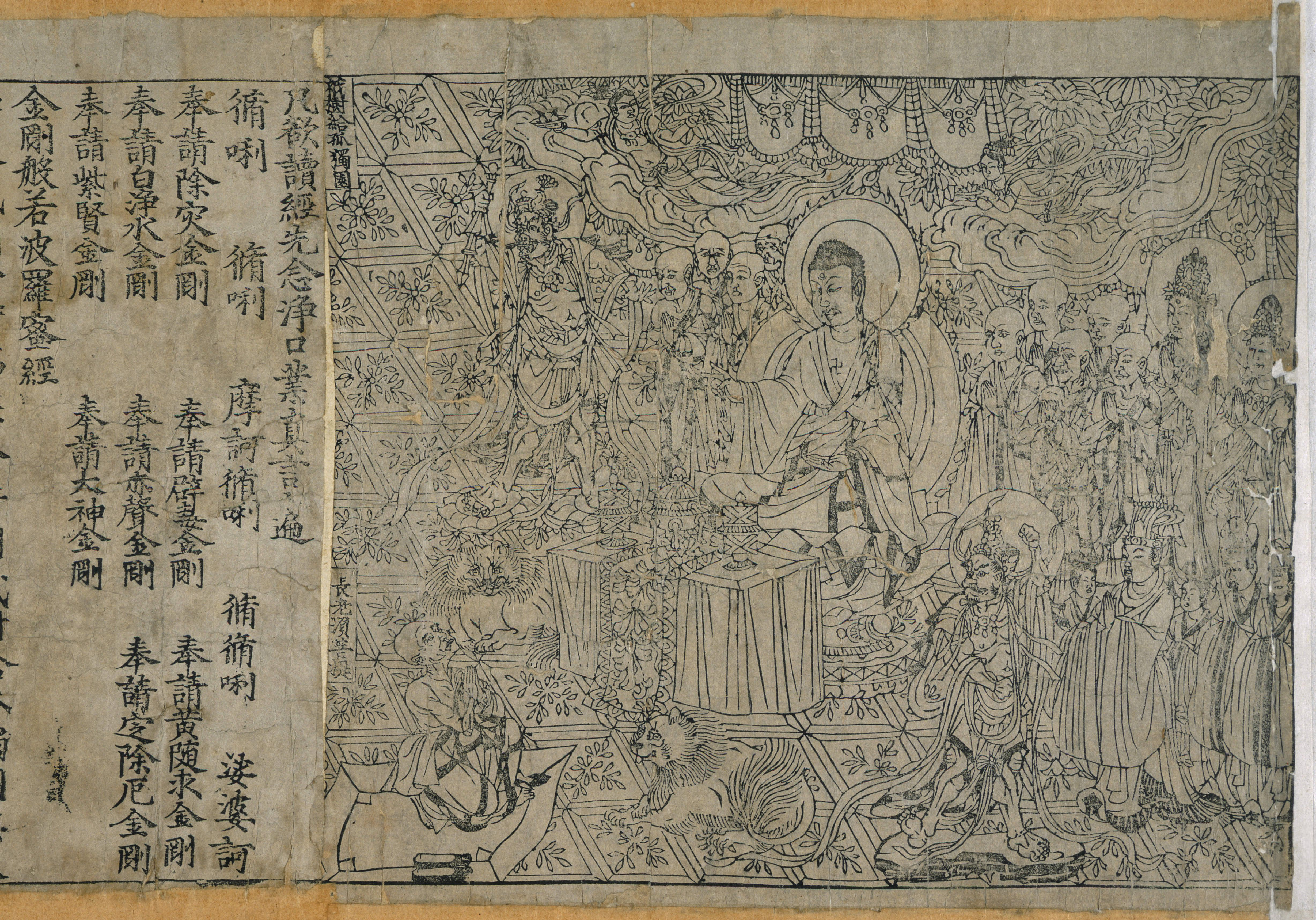
De Diamantsoetra, het oudste gedrukte boek, uitgegeven in 868 tijdens de Tang-dynastie (618–907)

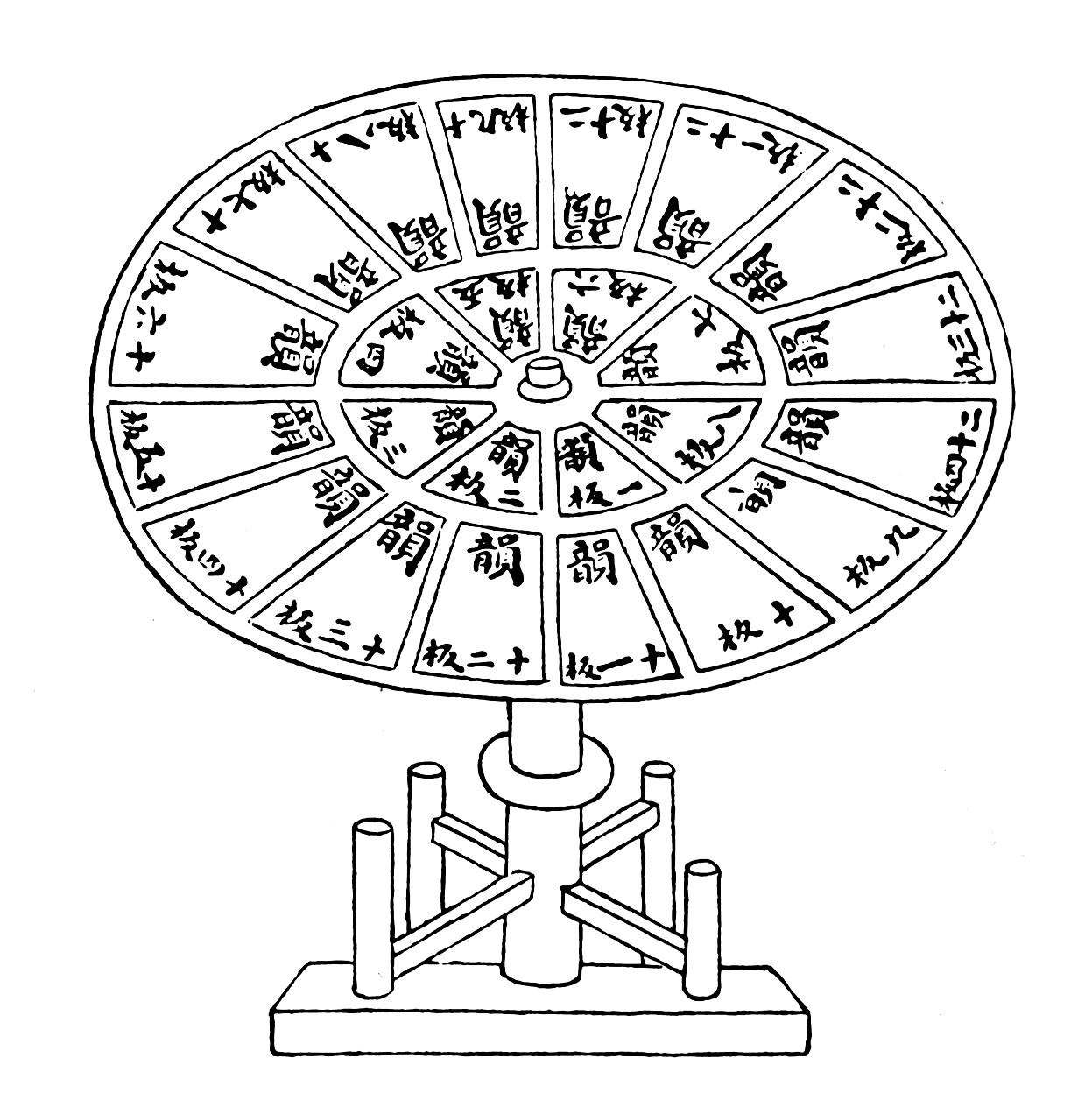
Drukken met losse karakters die volgens een rijmschema in sectoren van een schijf liggen. Afbeelding uit het boek van de ambtenaar Wang Zhen (fl. 1290–1333), 1313.

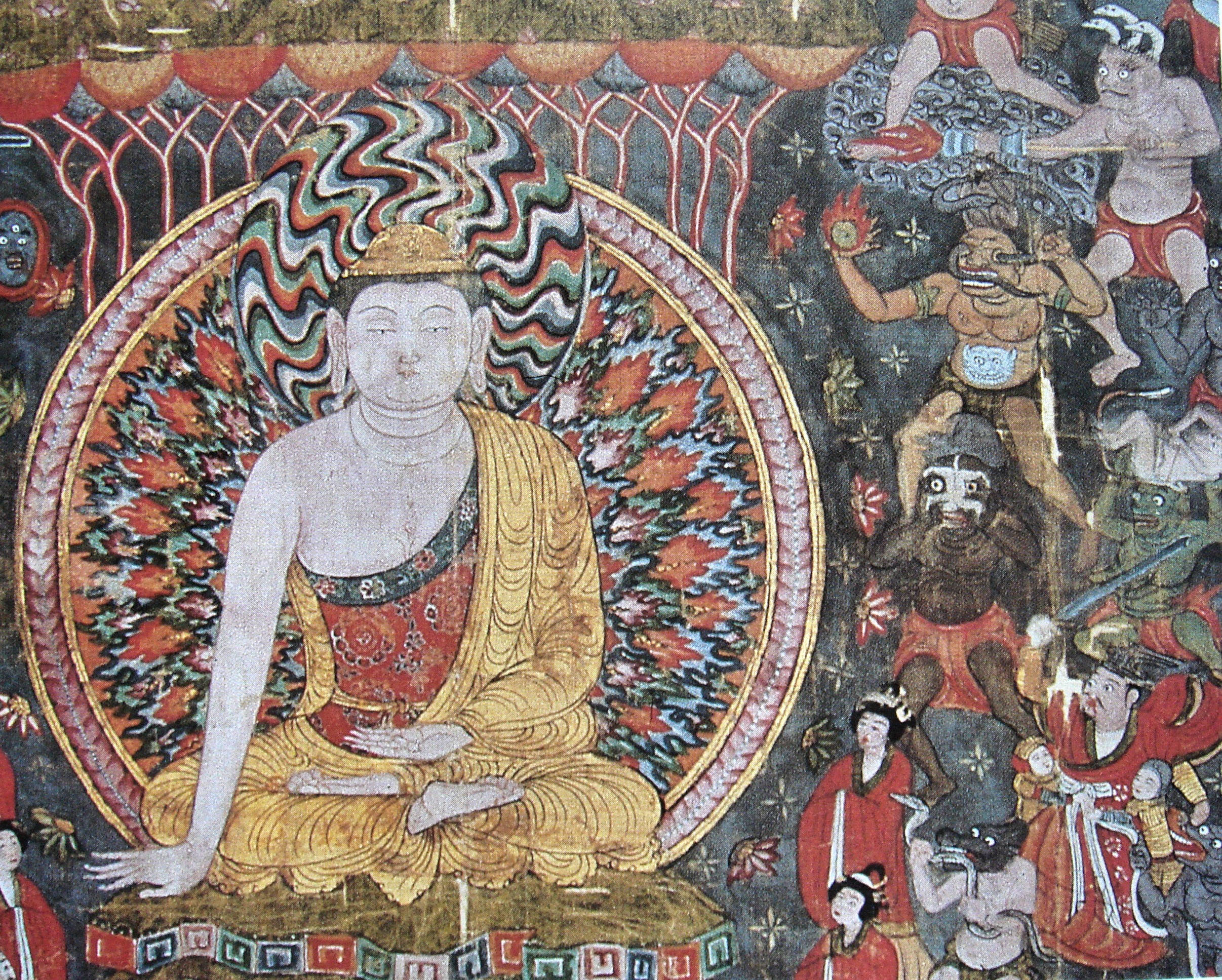
Vroegste afbeelding van een vuurlans met buskruit. Schildering te Dunhuang uit de tijd van de Vijf Dynastieën en Tien Koninkrijken (907–960 AD)

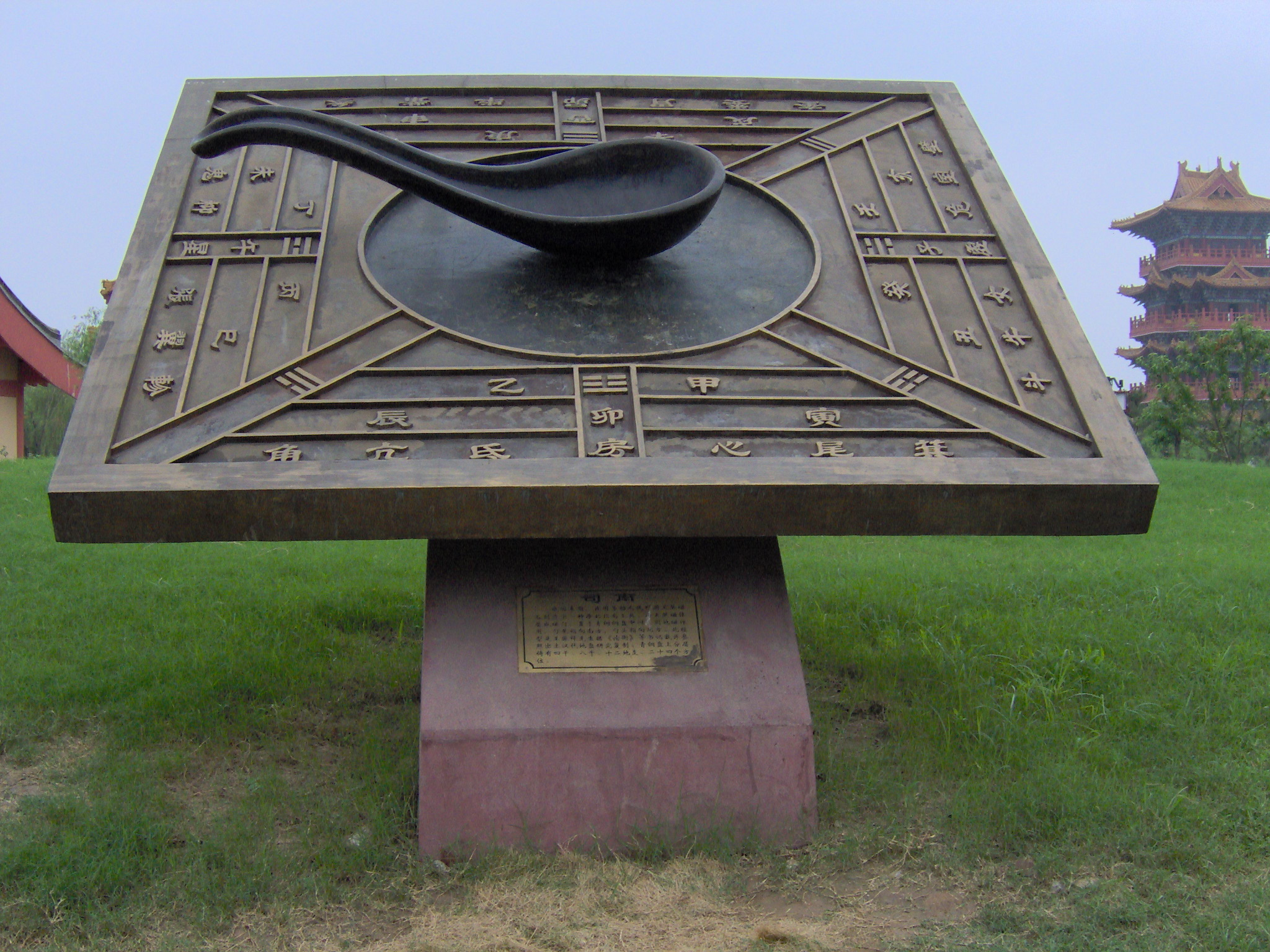
Een model te Kaifeng van een Chinees lepel-in-kom type kompas die gebruikt werd voor geomantiek tijdens de Han-dynastie (202 v.Chr.–220 n.Chr.). Of deze reconstructie historisch juist is aangevochten door Li Shu-hua (1954).

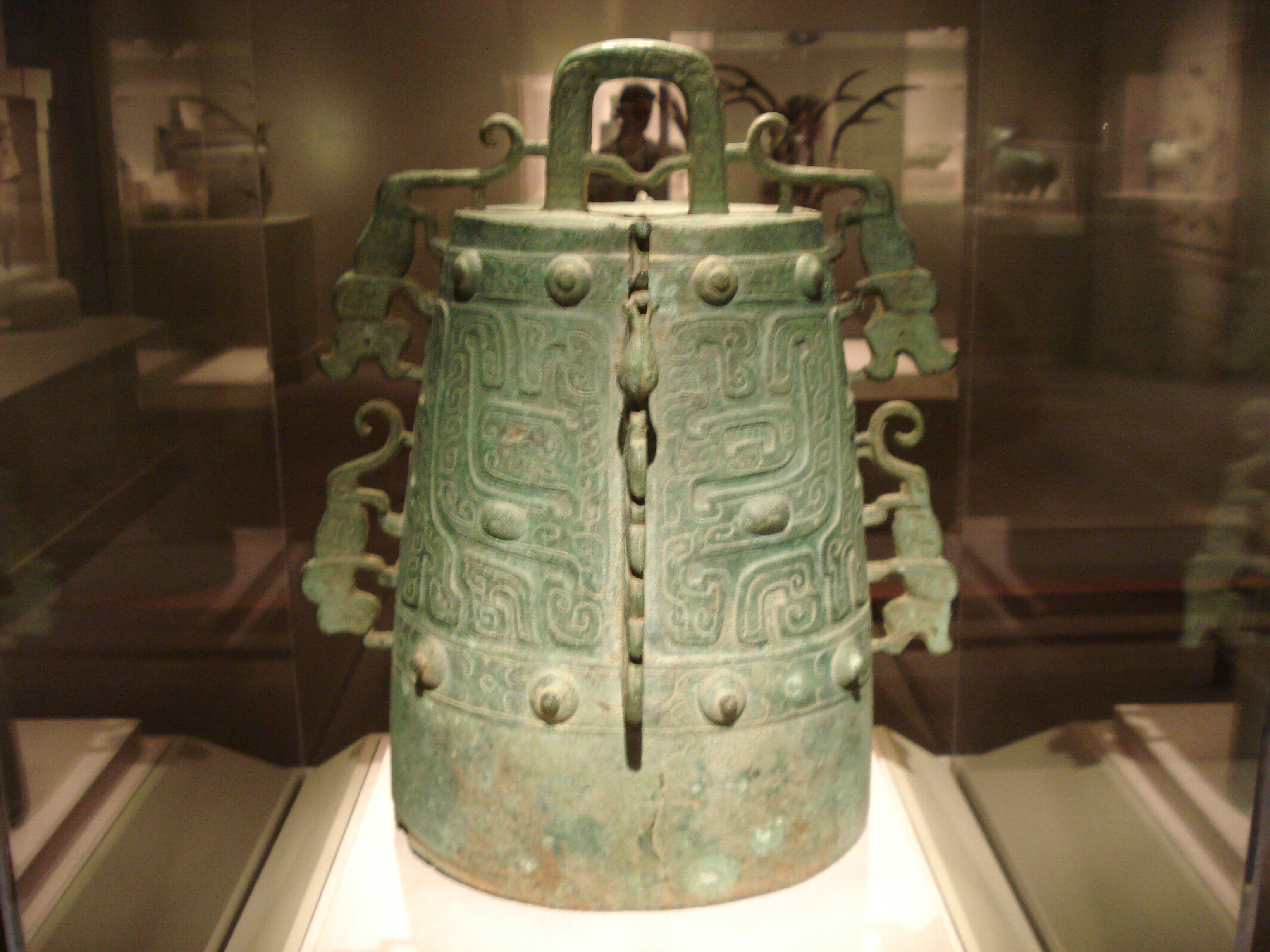
Een bronzen rituele luiklok, Zhou-dynastie, 10e - 9e eeuw v.Chr.

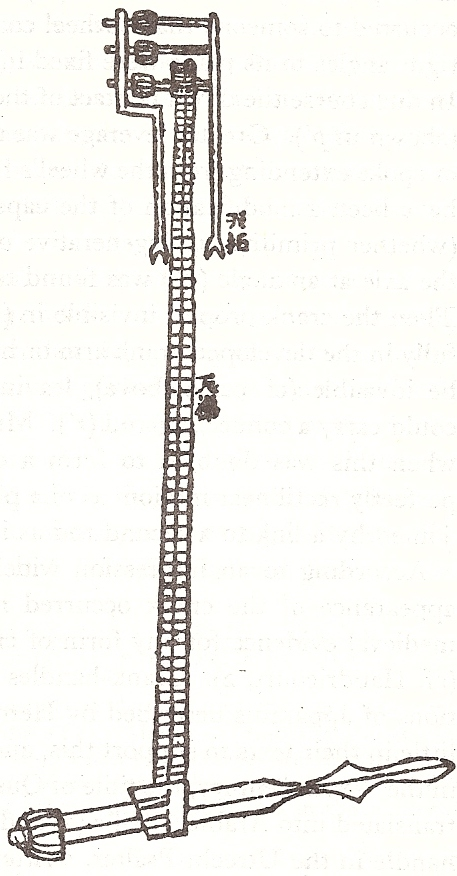
Kettingaandrijving uit Su Song's boek van 1094 over de klokkentoren

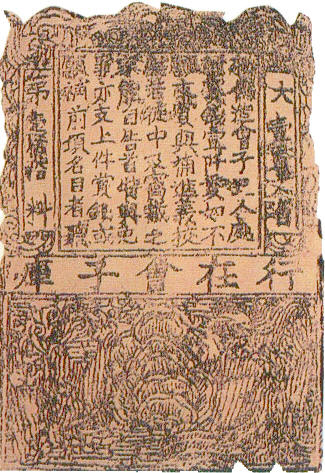
Huizibankbiljet, uitgegeven tijdens de Song-dynastie in 1160.

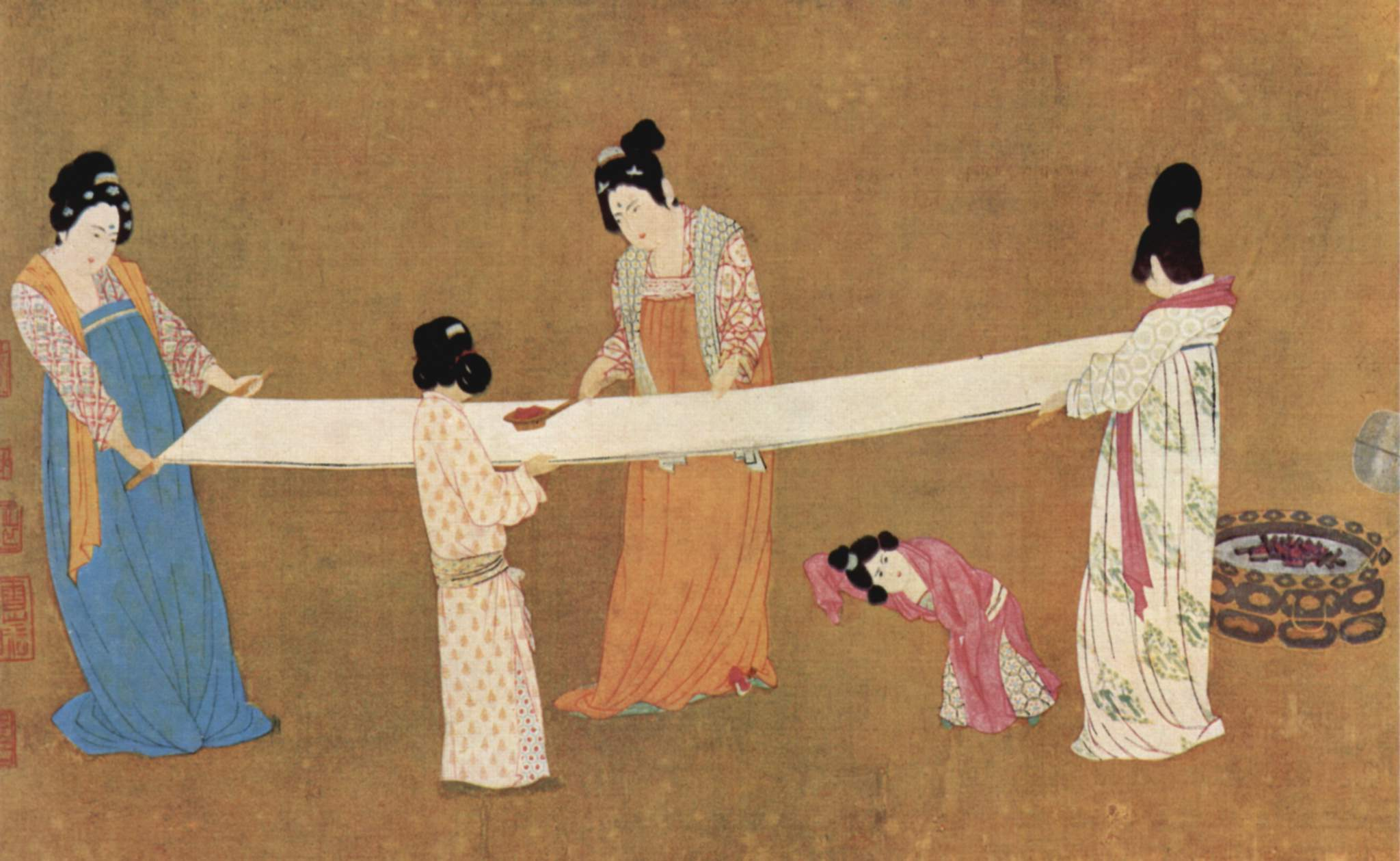
Vrouwen bewerken nieuwe zijde, schildering uit de vroege 12e eeuw (Song-dynastie) in de stijl van Zhang Xuan, 8ste eeuw.

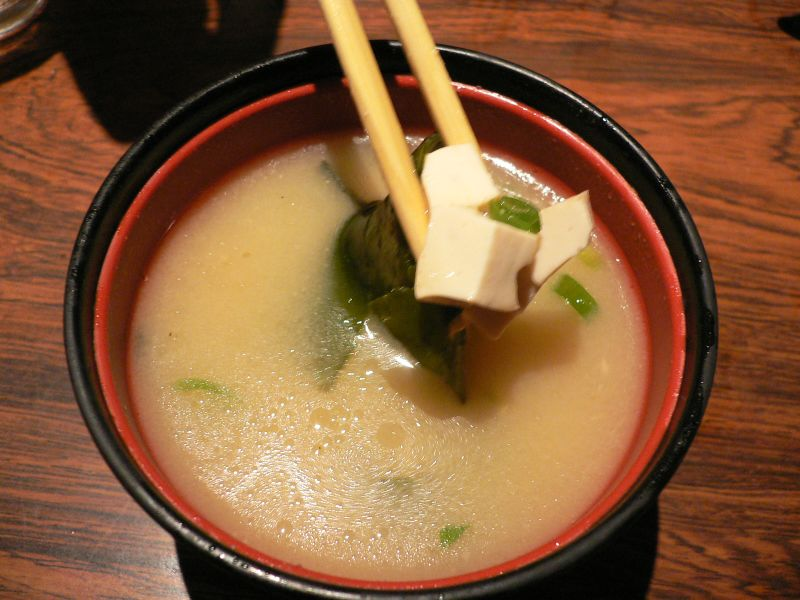
Tofoe in misosoep. De Chinezen vonden tofoe uit in de 2e eeuw tijdens de Han-dynastie (202 v.Chr.–220 n.Chr.) als de verhalen over Liu An juist zijn. Foto 2006, Taipei.

Dit artikel geeft een overzicht van Chinese uitvindingen: technische vondsten die in de loop van de geschiedenis in China gedaan zijn, niet alleen het bekende kwartet boekdrukkunst, papier, buskruit en kompas, maar ook vele andere.

## Inleiding
De Chinezen deden allerlei praktische uitvindingen, niet alleen op het gebied van werktuig- en waterbouwkunde (mechanica en hydraulica), maar ook van klokkenmaken, metallurgie, sterrenkunde, landbouw, muziektheorie, ambachten, scheepsbouw en krijgskunde.
De gelijktijdige Peiligang- en Pengtoushan-culturen vormen de oudste Neolithische beschavingen van China en ontstonden rond 7000 v.Chr. De eerste Chinese uitvindingen uit die periode waren onder meer het halvemaanvormige en rechthoekige stenen mes, de stenen schoffel en spade, de teelt van de Setaria italica (tros- of vogelgierst), rijst en soja, de verbetering van de zijdeteelt, aarden gebouwen met pleisterwerk van kalk op de vloer, het pottenbakkerswiel, bandkeramiek met afdrukken van vlechtwerk, drievoeten en stoofpannen van aardewerk en de ontwikkeling van vaten voor plechtigheden en voorspelling met schouderbladbotten. Francesca Bray maakt aannemelijk dat de Longshancultuur (ruwweg van 3000–2000 v.Chr.) al de ploeg gekend moet hebben. Argumenten zijn de domesticatie van de os en de waterbuffel toentertijd, het ontbreken van aanwijzingen dat bevloeiing of gewassen met een hoge opbrengst werden toegepast en overtuigend bewijs van de teelt van granen op droge grond die alleen een hoge opbrengst opleveren als de grond intensief bewerkt wordt. Gebruik van de ploeg kan de verbeterde landbouw verklaren en daarmee de groei van de Chinese beschaving tijdens de Shang-dynastie (omstreeks 1600–omstreeks 1050 v.Chr.). Dankzij latere uitvindingen als de zaaimachine met veel pijpen en de risterploeg kon de Chinese landbouw een nog veel grotere bevolking voeden.
In de Periode van de Strijdende Staten (403 v.Chr.–221 v.Chr.) kende de Chinese metaalbewerking al hoogovens en koepelovens, terwijl de affineerhaard en puddeloven gebruikt werden tijdens de Han-dynastie (202 v.Chr.–220). Een verfijnd economisch stelsel leidde tijdens de Song-dynastie (960–1279) tot uitvindingen als papiergeld. In aansluiting op de uitvinding van het buskruit in de 10e eeuw werden allerlei toepassingen bedacht, zoals de vuurlans of -speer, de landmijn, de zeemijn, het handkanon, ontploffende kanonskogels, meertrapsraket en vliegende bommen met vleugels volgens Huolongjing (Het handboek van de vuurdraak).
Met behulp van het 11e-eeuwse kompas en scheepsroer voor volle zee zeilden vroegmoderne Chinese zeelui tot aan Oost-Afrika en Egypte. In waterklokken pasten de Chinezen vanaf de 8e eeuw het echappement toe en in de 11e eeuw de kettingoverbrenging. Ze maakten grote mechanische poppentheaters aangedreven met waterraderen en wielen met spaken, evenals automaten met wielen om wijn te schenken.
De onderstaande lijst vermeldt alleen uitvindingen die het eerst in China werden gedaan. (De windmolen en de telescoop, die China uit respectievelijk het Midden-Oosten en Europa bereikten, ontbreken uiteraard.) Uitvindingen die niet werden overgenomen, maar wel onafhankelijk later in China werden gedaan, zoals de odometer en kettingpomp, worden hier niet genoemd. We beperken ons tot praktische, technische vindingen, dus wiskundige en natuurwetenschappelijke Chinese vondsten (zoals de negatieve getallen) zijn weggelaten.

## Vier grote uitvindingen
Joseph Needham (1900–1995), een sinoloog bekend om zijn uitgebreide onderzoek naar de geschiedenis van de Chinese wetenschap en techniek, sprak van de Vier grote uitvindingen, in chronologische volgorde:
1. Papier
2. Boekdrukkunst
  1. Blokdruk
  2. Losse karakters
  3. Boekbinden
3. Buskruit
4. Kompas

## Uitvindingen vóór deShang-dynastie(1600 v.Chr.)
Het gaat om vondsten gedurende de prehistorische Nieuwe Steentijd en vroege Bronstijd, die gedaan werden op het grondgebied van het huidige China.
|  |  | - Dolk-bijl - Doodskist - Gierstbouw - Hogedrukpan, koken door stomen - Lakwerk - Luidklok - Noedels - Orakelbotten - Driehoekige ploegschaar | - Roeiriem - Rijstbouw - Verbouwen van de sojaboon - Trommel met krokodillenhuid - Uitgeholde boomstam als doodskist - Urn - Vork - Zoutpan - Zijderups kweken om zijde te produceren |

## Shang-periode en later
Hieronder in alfabetische volgorde uitvindingen van na de Nieuwe Steentijd, in het bijzonder gedurende en na afloop van de Shang-dynastie (ongeveer 1600–1050 v.Chr.).
| - Aandrijfriem - Aardgas als brandstof - Acupunctuur - Chinese astrologie - Archeologie, epigrafie - Armillarium - Automatische deur - Automatisch apparaat om wijn te schenken - Automatische wijnpomp: ijzeren berg met mechanische pop - Bankbiljet - Beoordelingsstelsel voor ambtenaren - Berging (scheepvaart) - Blaasbalg op waterkracht - Bom van gietijzer - Brug van steen met opengewerkte overspanning - Buskruit - Camera obscura, gaatjescamera - Cardanische ophanging - Chemische oorlogvoering met balgen, mosterdrook en ongebluste kalk - Celadon - Chinees examenstelsel - Chinese toverspiegel - Chroom, gebruik van - Chuiwan (Chinees golf) - Cokes als brandstof - Cuju (voetbal) - Deficiëntieziekte - Diabetes, diagnose en behandeling. - Domino - Dougong, soort korbeel - Echappement voor uurwerken - Eetstokjes - Efedrine of ma huang in de traditionele Chinese geneeskunde is bekend uit bronnen sinds de Han-dynastie. - Endocrinologie, opvangen geslachtshormonen en hormonen van hypofyse uit urine - Forensische entomologie - Frischhaard - Gasfles - Gietijzer - Go (bordspel) - Goudvis en Karper, kweken van - Grondboor - Guqin, Chinese citer - Haam, paardenhalster - Hamer op waterkracht - Handgranaat - Handkanon, schietgeweer - Hangbrug met ijzeren kettingen - Handkruisboog - Hoogoven - Inenting tegen de pokken - Jaden begrafeniskostuum - Jakobsstaf - Jonk - Kaartspel - Kalenderjaar van 365,2425 dagen - Kanaal langs hoogtelijn (contourchannel) - Ontploffende kanonskogels - Kar die naar het zuiden wijst - Kettingoverbrenging - Klokkenspel - Koepeloven - Kruiwagen - Kruisboog - Kruk (mechanisme), deurkruk | - Landkaart met reliëf om de hoogteverschillen weer te geven - Landmijn - Lichtkogel - Liubo, bordspel - Lucifer, vuurstokje - Maatstelsel voor bouwwerken - Mahjong, spel - Meertrapsraket - Menu in eethuis - Korenmolen op wielen - Oost-Indische inkt - Paardentuig - Verbeterde ijzeren ploeg (risterploeg?) - Poppentheater op waterkracht - Porselein - Raket met vleugels en springlading (bom) - Roer (schip) aan achtersteven met verticale as - Ruwijzer - Sake - Schot: waterdichte schotten in schepen - Schildkliervergroting, genezing met hormonen - Schutsluis, soort - Seismometer - Slingerarmkatapult, waarbij aan touwen getrokken moet worden - Staalproductie, verbetering - Staalproductie, met zuurstof door blaasbalgen - Stijgbeugel - Tandenborstel - Thee - Mechanisch theater - Tofoe - Toiletpapier - Opwinder voor vislijn - Ventilator op hand- en waterkracht - Vlammenwerper - Vlieger - Bemande vlieger - Vrij riet, principe muziekinstrument - Vuurlans - Vuurstokje - Vuurwerk - Wanmachine - Soort weefgetouw voor twee personen - Xiangqi, Chinees schaakspel - Zaaimachine - Zoötroop - Zeemijn - Zwaard (zeilboot) - Zijde |

## Uitvindingen na1912(na deQing-dynastie)
- Artemisinine tegen malaria. Chinese onderzoekers onder leiding van Tu Youyou (屠呦呦) ontdekten in 1972 de werkzame stof van de plant Artemisia annua, een bekend kruid in de traditionele Chinese geneeskunde. Het wordt met succes toegepast tegen multiresistente varianten van Plasmodium falciparum.[22]
- Ballistische raket tegen schepen(Anti-ship ballistic missile, ASBM). Het gaat om een quasi-ballistische raket tegen oorlogsschepen op zee, de eerste ter wereld. Woordvoerders van de Amerikaanse Marine zetten in 2011 vraagtekens bij de effectiviteit, maar bevestigden dat de raket binnenkort in gebruik wordt genomen.[23][24]
- Dynamo's voor windmolens met maglev. In 2006 werd een nieuw type dynamo voor windmolens getoond op de Wind Power Asia Exhibition in Beijing die gebruikmaakt van magnetische levitatie.[25][26] Li Guokun had de leiding van de onderzoeksgroep, in samenwerking met het Guangzhou Energy Research Institute van de Chinese Academy of Sciences en de Zhongke Hengyuan Energy Technology Company in Guangzhou.[25][26] Hij beweert dat de gebruikelijke windturbines een hoge windsnelheid nodig hebben om op gang te komen, door de wrijving in de lagers.[25][26]. De nieuwe wrijvingsloze windmolen komt al op gang bij windsnelheden van slechts 1,5 m/s (5 km an hour) en kan de bedrijfskosten halveren, zodat de totale kosten voor een windpark op ongeveer 0,4 yuan per kilowattuur uitkomen.[25][26]
- Elektronische sigaret, sigaar en pijp. Hon Lik, apotheker te Beijing, vond dit elektrische apparaat in 2003 uit. Het patent berust bij Ruyan, een farmaceutisch bedrijf te Hongkong. De E-sigaret bestaat uit een "een kleine lithium batterij die een oplossing van nicotine laat verdampen". De damp wordt ingeademd.[27]
- Hybride rijst met drie lijnen. Een groep landbouwkundigen onder leiding van Yuan Longping pasten in 1973 heterose op rijst toe.[28] Met deze rijstsoort kan een hectare (10,000 m2) ongeveer 12,000 kg rijst opbrengen. Hybride rijst wordt toegepast door verschillende Afrikaanse en Aziatische landen in gebieden met weinig bouwland. Yuan won hiermee de Wolf Prize voor landbouw in 2004.[29]
- Insulinesynthese. In 1965 slaagden Chinese onderzoekers erin om insuline van koeien te synthetiseren, dat dezelfde kristalvorm en biologische werking had als menselijk insuline.[30][31] Het project begon in 1958. Koe-insuline wordt gezien als een van de "eerste eiwitten die in vitro werden gesynthetiseerd'".[32]
- Klonen van vis. In 1963 maakte de Chinese embryoloog Tong Dizhou de eerste gekloonde vis door het DNA uit een cel van een mannetjeskarper in te brengen in een ei van een vrouwtjeskarper. Hij publiceerde in een Chinees tijdschrift.[33] In 1952 was elders al een kikkervisje gekloond. In 1996 werd in Schotland het schaap Dolly gekloond.
- Tianhe switch, supercomputing. Volgens Ashlee Vance hebben Chinese onderzoekers een netwerkswitch ontwikkeld die "gegevens ongeveer tweemaal zo snel als InfiniBand kan doorgeven." Deze switch is onmisbaar voor de Tianhe-IA, die in 2010 de op een na snelste supercomputer was.[34]